# دالتون کنکت
دالتون داگلاس کنکت (به انگلیسی: Dalton Knecht زاده ۱۹ آوریل ۲۰۰۱) یک بسکتبالیست حرفه‌ای آمریکایی است که برای لس آنجلس لیکرز در ان‌بی‌ای بازی می‌کند. کنکت در راند یکم و با هفدهمین انتخاب درفت ان‌بی‌ای سال ۲۰۲۴، توسط لس آنجلس لیکرز برگزیده شد.

## اوایل زندگی
والدین دالتون کوری و کری کنکت می‌باشند.  با وجود اینکه کنکنت متولد فارگو می‌باشد وی در سورنتون، کلرادو بزرگ شده‌است و در این شهر زندگی کرده‌است.

## بسکتبال حرفه‌ای
در ۳ ژوئیه ۲۰۲۴ دالتون کنکت در درفت ان‌بی‌ای ۲۰۲۴ هفدهمین انتخاب درفت لقب گرفت و توسط لس آنجلس لیکرز برگزیده‌شد.
کنکت اولین بازی خود را در ۲۲ اکتبر ۲۰۲۴، مقابل مینه‌سوتا تیمبرولوز با به‌دست آوردن ۵ امتیاز به پایان رساند.